# تپه اسفند
تپه اسفند مربوط به میانه دوران‌های تاریخی پس از اسلام است و در شهرستان سنقر، بخش‌مرکزی، روستای قره تپه واقع شده و این اثر در تاریخ ۱۲ تیر ۱۳۸۴ با شمارهٔ ثبت ۱۲۰۴۱ به‌عنوان یکی از آثار ملی ایران به ثبت رسیده‌است.